# Середа Олександра Яківна
Олександра Яківна Середа (1910, село Ситківці?, тепер смт Немирівського району Вінницької області — 16 червня 1996, смт. Ситківці Немирівського району Вінницької області) — українська радянська діячка, новатор сільськогосподарського виробництва, ланкова колгоспу «Україна» Немирівського району Вінницької області. Депутат Верховної Ради УРСР 5-го скликання. Герой Соціалістичної Праці (31.12.1965).

## Біографія
Народилася в селянській родині. Трудову діяльність розпочала наймичкою у заможних селян.
З 1929 року — колгоспниця, ланкова колгоспу «Україна» селища Ситківці Ситковецького (потім — Брацлавського, Немирівського) району Вінницької області. Збирала високі врожаї цукрових буряків. У 1958 році на площі 11,5 гектарів виростила врожай по 540 центнерів буряків із кожного гектара.
Член КПРС з 1956 року. Делегат ХХ з'їзду Комуністичної партії України та ХХІІІ з'їзду КПРС.
Потім — на пенсії в смт Ситківці Немирівського району Вінницької області.

## Нагороди
- Герой Соціалістичної Праці (31.12.1965)
- два ордени Леніна (26.02.1958, 31.12.1965)